# The Autobiography of Supertramp
 (avril 2024).
Si vous disposez d'ouvrages ou d'articles de référence ou si vous connaissez des sites web de qualité traitant du thème abordé ici, merci de compléter l'article en donnant les références utiles à sa vérifiabilité et en les liant à la section « Notes et références ».
Albums de Supertramp
Brother Where You Bound
(1985) Free as a Bird
(1986)
The Autobiography of Supertramp est la première compilation du groupe Supertramp, sortie en 1986. Son titre fait référence à l'origine du nom du groupe inspiré du roman de William Henry Davies intitulé The Autobiography of a Super-Tramp (L'Autobiographie d'un super-vagabond) publié en 1908.

## Titres
Toutes les chansons sont écrites par Rick Davies et Roger Hodgson sauf Cannonball.
1. Goodbye Stranger
2. The Logical Song
3. Bloody Well Right
4. Breakfast in America
5. Rudy
6. Take the Long Way Home
7. Crime of the Century
8. Dreamer
9. Ain't Nobody But Me
10. Hide in Your Shell
11. From Now On
12. Give a Little Bit
13. It's Raining Again
14. Cannonball
15. School

## Musiciens
- Rick Davies : chant, orgue, piano, piano électrique, synthétiseurs, harmonica
- Roger Hodgson : chant, guitares, piano, piano électrique, claviers (sauf sur Cannonball)
- Dougie Thomson : basse
- John Helliwell : saxophones, clarinette, flûtes, chœurs
- Bob Siebenberg : batterie, percussions

### Musiciens additionnels
- Christine Helliwell : chœurs sur Hide in Your Shell
- Scott Gorham : chœurs sur Hide in Your Shell
- Vicky Siebenberg : chœurs sur Hide in Your Shell
- Musicien anonyme : scie musicale sur Hide in Your Shell
- Ken Scott : gong sur Crime of the Century
- Slyde Hyde : trombone sur Breakfast in America
- Doug Wintz : trombone sur Cannonball
- Marty Walsh : guitare sur Cannonball